# Viipiänjärvi
Viipiänjärvi är en sjö i kommunen Heinola i landskapet Päijänne-Tavastland i Finland. Sjön ligger 99,3 meter över havet. Arean är 51 hektar och strandlinjen är 4,26 kilometer lång. Sjön  ingår i Kymmene älvs huvudavrinningsområde.   Den ligger omkring 49 km nordöst om Lahtis och omkring 140 km nordöst om Helsingfors. 